# Bonaventura Fauni-Pio
Bonaventura Fauni-Pio (1496-1562) foi um prelado católico romano que serviu como bispo de Acqui (1549-1558).

## Biografia
Bonaventura Fauni-Pio nasceu em Costacciaro, na Itália, em 1496 e foi ordenado sacerdote na Ordem dos Frades Menores Conventuais. Em 1543, foi nomeado Ministro Geral da Ordem dos Frades Menores Conventuais. No dia 9 de abril de 1549, foi nomeado Bispo de Acqui durante o papado de Paulo III. A 28 de maio de 1549, foi consagrado bispo. Serviu como Bispo de Acqui até à sua renúncia em 1558. Quatro anos mais tarde, em 1562, faleceu em Gubbio, na Itália.
Enquanto bispo, foi o co-consagrador principal de Antonio Bernardo de Mirandola, Bispo de Caserta (1552).